# Jenny Haase
Jenny Haase ist eine deutsche Romanistin.

## Leben
Nach dem Studium (1998–2004) der Germanistik und Hispanistik an der Georg-August-Universität Göttingen, der Universitat de Barcelona und der Humboldt-Universität zu Berlin absolvierte sie dort von 2004 bis 2008 ein Promotionsstudium im Fach Romanistische Literaturwissenschaft. Nach der Promotion 2008 an der Humboldt-Universität zu Berlin war sie wissenschaftliche Mitarbeiterin (Postdoc) am Institut für Romanistik, Humboldt-Universität zu Berlin (Lehrstuhl Dieter Ingenschay). Von Juli 2015 bis Juni 2017 war sie Feodor Lynen-Forschungsstipendiatin an der Stanford University. Im Anschluss war sie bis 2020 wissenschaftliche Mitarbeiterin (Postdoc) am Institut für Romanistik, Humboldt-Universität zu Berlin (Lehrstuhl Jörg Dünne). Nach der Habilitation 2020 am Institut für Romanistik der HU (Romanistische Literatur- und Kulturwissenschaft sowie Allgemeine und vergleichende Literaturwissenschaft) ist sie seit 2021 Professorin für Literatur- und Kulturwissenschaft Spaniens und Lateinamerikas an der Martin-Luther-Universität Halle-Wittenberg.
Von 2017 bis 2020 war sie wissenschaftliche Mitarbeiterin (Postdoc) am Institut für Romanistik, Humboldt-Universität zu Berlin (Lehrstuhl Jörg Dünne). Nach der Habilitation 2020 am Institut für Romanistik der HU (Romanistische Literatur- und Kulturwissenschaft sowie Allgemeine und vergleichende Literaturwissenschaft) war sie von 2021 bis 2024 Professorin für Literatur- und Kulturwissenschaft Spaniens und Lateinamerikas an der Martin-Luther-Universität Halle-Wittenberg. Seit 2024 ist sie Professorin für romanische Literaturwissenschaft an der Universität Potsdam.
Ihre Forschungsschwerpunkte sind lateinamerikanische und spanische Literaturen und Kulturen des 19.–21. Jahrhunderts und des Siglo de Oro, Ökokritik und neue Materialismen, postsäkulare Theorien, Religion und Säkularisierung, Mystik, Post- und dekoloniale Theorien, Gender Studies, Literatur von Autorinnen und Lyrik, Reiseliteratur, Intertextualität.

## Schriften (Auswahl)
- mit Janett Reinstädler und Susanne Schlünder (Hg.): El andar tierras, deseos y memorias. Homenaje a Dieter Ingenschay. Madrid 2008, ISBN 978-84-8489-408-7.
- Patagoniens verflochtene Erzählwelten. Der argentinische und chilenische Süden in Reiseliteratur und historischem Roman (1977–1999). Tübingen 2009, ISBN 978-3-484-55049-0.
- mit Rike Bolte, Gabriele Knauer und Susanne Schlünder (Hg.): La Hispanística y los desafíos de la globalización. Madrid 2018, ISBN 978-84-9192-032-8.